# Paul Mayer (Unternehmer)
Paul Mayer (* 3. Mai 1873 in Freiburg; † 21. Juni 1955 ebenda; heimatberechtigt in Bramois (fusionierte 1968 mit Sitten) sowie Freiburg) war ein Schweizer Unternehmer.

## Leben

### Familie und Ausbildung
Der katholisch getaufte Paul Mayer, Sohn des Eisenhändlers Joseph Mayer und dessen Ehegattin Marie-Françoise geborene Kaiser, älterer Bruder des Unternehmers Jean-Charles Mayer, absolvierte die Technische Abteilung des Kollegiums St. Michael in Freiburg, anschliessend eine Privatschule in Luzern. Der schulischen Ausbildung schloss Mayer ein zweijähriges Praktikum beim Eisenhändler Jeuch in Baden an.
Paul Mayer war mit Léonie Joséphine, der Tochter des Metzgermeisters Wilhelm Vogt, verheiratet. Er verstarb im Juni 1955 im Alter von 82 Jahren in seiner Heimatstadt Freiburg.

### Beruflicher Werdegang
Paul Mayer trat nach Ende seiner Ausbildungszeit in den väterlichen Betrieb ein. Nachdem er in der Folge ein Unternehmen für Baumaterial gestartet hatte, gründete er 1904 zusammen mit seinem Bruder Jean-Charles die Fabrique de fourneaux et potagers Charles Mayer et Cie., die 1908 in Zaehringia SA, 1919 in Sarina S.A. umbenannt wurde.  Die Firma, die über hundert Arbeiter beschäftigte, produzierte nicht nur Kochherde, sondern auch Heizkörper und Kühlschränke. Im Jahre 1955 wurde die Leitung des Unternehmens an seinen Sohn Paul junior übertragen.